# Ilario Casolani

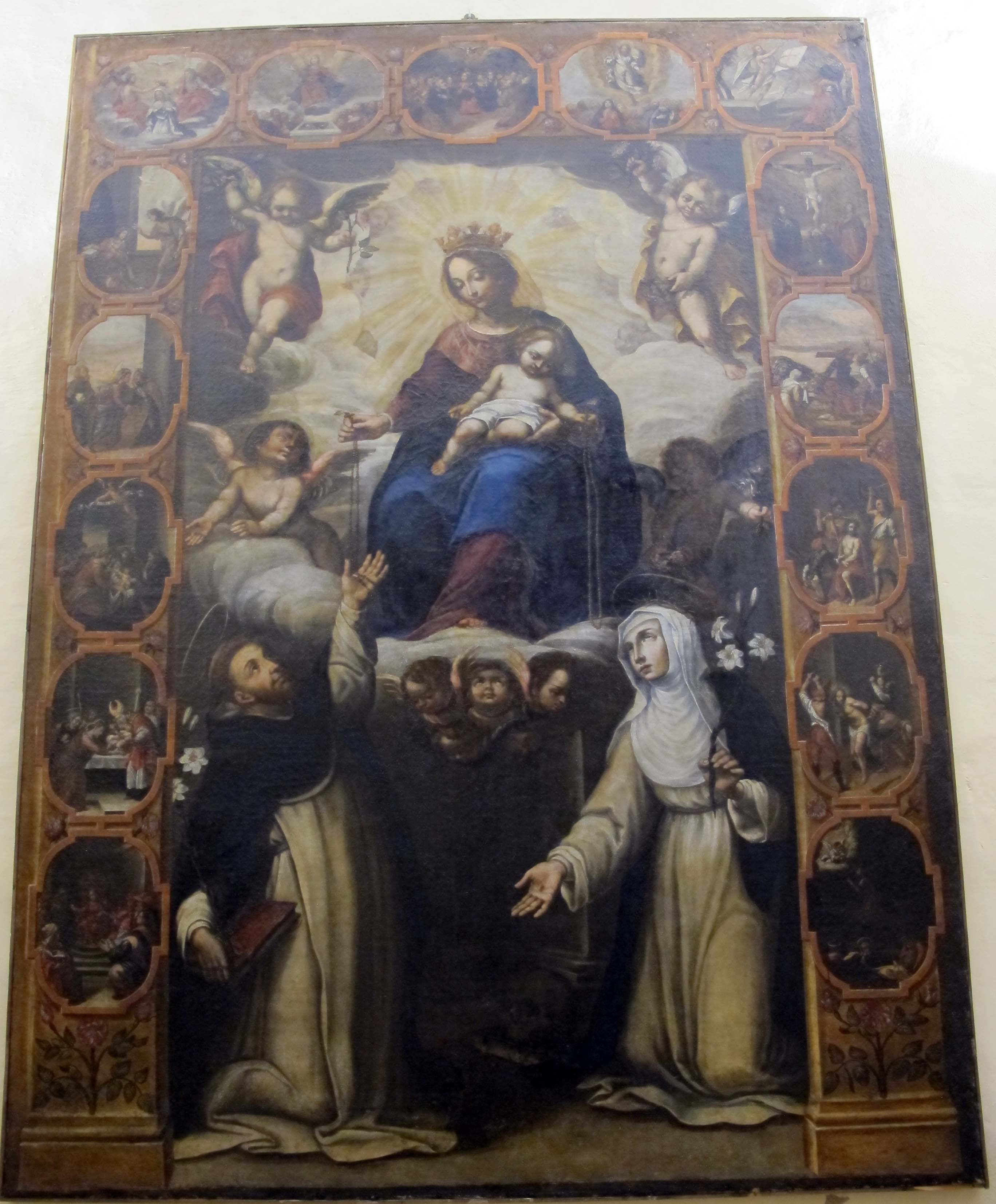
Madonna del Rosario, Museo diocesano di Siena

Ilario Casolani (Siena, 1588 – Roma, 14 maggio 1661) è stato un pittore italiano.

## Biografia
Ilario Casolani è figlio del pittore Alessandro Casolani, e come suo padre è stato allievo di Cristoforo Roncalli.
Ha dipinto numerose tavole per le chiese di Roma, come ad esempio una Santa Trinità presso la basilica di Santa Maria in Via Lata, o le Scene della vita della Vergine e Assunzione nella chiesa di Santa Maria ai Monti.
Muore a Roma nel 1661.

## Opere
- Santa Trinità, Basilica di Santa Maria in Via Lata, Roma.
- Scene della vita della Vergine e Assunzione, Chiesa di Santa Maria ai Monti, Roma.
- Battesimo di Gesù Cristo, Museo archeologico e della Collegiata, Casole d'Elsa.
- Annunciazione (1630), Basilica di San Francesco, Siena.
- Madonna in gloria con i santi Rocco, Lorenzo, Sebastiano e Cipriano, e veduta della città di Grosseto, Cattedrale di San Lorenzo, Grosseto.